# Религия в Доминике
Самая распространенная религия в Доминике — христианство, при этом большинство христиан считают себя католиками. На острове также присутствуют различные группы религиозных меньшинств.
Конституция Доминики устанавливает свободу религии, которую широко уважают как правительство, так и общество в целом.

## Демография
Согласно переписи населения и жилого фонда 2001 года, примерно 61 % населения Доминики исповедует католицизм. Последователи евангельских церквей составляют 18 % населения, адвентисты седьмого дня — 6 %, а методисты — 3,7 %. Религиозные меньшинства и конфессии, члены которых составляют от 1,6 до 0,2 % населения, включают растафарианцев, Свидетелей Иеговы, англиканцев и мусульман. Согласно переписи, 1,4% населения принадлежат к «другим» религиозным группам, включая баптистов, назареев, Церковь Христа, христианских братьев, последователей бахаи и буддистов; 6 % населения не заявляют о религиозной принадлежности.
По данным Ассоциации архивов религиозных данных, в 2010 году Всемирная христианская база данных сообщила, что нехристианские религиозные группы — это спиритуалисты, которых 2,6 % населения; последователи Бахаи, которых 1,7 %; агностики которых 0,5 %; Буддисты, индуисты и мусульмане, которых 0,1 %; а также последователи китайской народной религии, неорелигии и атеисты, за которых менее 0,1 % населения.

## Свобода вероисповедания
Конституция Доминики предусматривает свободу вероисповедания и мысли. Это обеспечивается правительством, хотя сообщество растафарианцев возражает против незаконного статуса каннабиса в Доминике, поскольку каннабис играет важную роль в их религиозной практике.
Правительство субсидирует заработную плату учителей частных религиозных школ. Государственные школы обычно включают необязательные внеконфессиональные молитвы на утренних собраниях.
Религиозные группы могут зарегистрироваться в правительстве, чтобы получить статус некоммерческой организации.
По данным Государственного департамента США, в Доминике не было серьёзных нарушений свободы вероисповедания со стороны общества.